# Грушів (Володимирський район)
Грушів — село в Україні, у Павлівській сільській громаді Володимирського району Волинської області. Населення становить 372 осіб.

## Історія
У 1906 році село Порицької волості Володимир-Волинського повіту Волинської губернії. Відстань від повітового міста 38 верст, від волості 7. Дворів 63, мешканців 363.
До 11 серпня 2017 року село підпорядковувалось Милятинській сільській раді Іваничівського району Волинської області.
12 червня 2020 року, відповідно до розпорядження Кабінету Міністрів України № 708-р «Про визначення адміністративних центрів та затвердження територій територіальних громад Волинської області», увійшло до складу Павлівської сільської територіальної громади.
19 липня 2020 року, в результаті адміністративно-територіальної реформи та ліквідації  Іваничівського району, село увійшло до новоутвореного Володимир-Волинського району (від 18 липня 2022 Володимирського).

## Населення
Згідно з переписом УРСР 1989 року чисельність наявного населення села становила 433 особи, з яких 204 чоловіки та 229 жінок.
За переписом населення України 2001 року в селі мешкала 371 особа.

### Мова
Розподіл населення за рідною мовою за даними перепису 2001 року:
| Мова       | Відсоток |
| ---------- | -------- |
| українська | 99,73 %  |
| російська  | 0,27 %   |